# Il pagliaccio (film)
Il pagliaccio (The Clown) è un film statunitense del 1953 diretto da Robert Z. Leonard.
È un film drammatico con protagonisti Red Skelton, Jane Greer e Tim Considine.

## Produzione
Il film, diretto da Robert Z. Leonard su una sceneggiatura di Martin Rackin e Leonard Praskins con il soggetto di Frances Marion, fu prodotto da William H. Wright per la Metro-Goldwyn-Mayer.

## Distribuzione
Il film fu distribuito negli Stati Uniti dal 16 gennaio 1953 al cinema dalla Metro-Goldwyn-Mayer.
Alcune delle uscite internazionali sono state:
- in Portogallo il 16 ottobre 1953 (O Palhaço)
- in Danimarca il 10 febbraio 1954 (Klovnen)
- in Finlandia il 26 marzo 1954 (Ilveilijä)
- in Svezia il 20 aprile 1954 (Clownen)
- in Germania il 31 luglio 1993 (Die Tränen des Clowns)
- in Italia (Il pagliaccio)

## Promozione
La tagline è: "You'll cry...You'll laugh...You'll love it!".

## Critica
Secondo il Morandini il film è un "mediocre rifacimento" in cui Skelton sarebbe sovrastato in bravura recitativa dal piccolo Considine.

## Remake
Il pagliaccio è il remake di Il campione (The Champ) del 1931. Nel 1979 ne è stato prodotto un ulteriore remake, Il campione (The Champ).